# Karl Karrer
Karl Karrer (* 22. März 1815 in Bümpliz; † 18. April 1886 in Sumiswald) war ein Schweizer Politiker. Fast vier Jahrzehnte lang, von 1848 bis zu seinem Tod, gehörte er dem Nationalrat an (in den Jahren 1861/62 als Nationalratspräsident).

## Biografie
Der Sohn eines aus der Markgrafschaft Baden eingewanderten Schneiders studierte von 1834 bis 1839 Recht an der Universität Bern. 1841 erhielt das Mitglied der Zofingia das Anwaltspatent und war daraufhin als Sekretär des Baudepartements des Kantons Bern tätig. Die radikalliberale Kantonsregierung ernannte Karrer 1846 zum Regierungsstatthalter des Amtsbezirks Trachselwald. Als die Konservativen vier Jahre später vorübergehend an die Macht gelangten, bestätigten sie ihn trotz seiner gemässigt liberalen Haltung nicht im Amt. Daraufhin eröffnete er in Sumiswald eine Anwaltskanzlei, die er über dreieinhalb Jahrzehnte lang führte.
Ebenfalls 1850 wurde Karrer in den Grossen Rat des Kantons Bern gewählt, dem er bis zu seinem Tod angehörte. 1855, 1861 und 1862 wählte ihn der Grosse Rat zum Regierungsrat, doch alle drei Male lehnte er die Wahl ab. Lange Jahre war er Mitglied der Berner Staatswirtschaftskommission. Als Grossrat und Verwaltungsrat der Berner Kantonalbank setzte er sich in besonderem Masse für den Ausbau des Eisenbahnnetzes ein. Zusammen mit Gottlieb Berger zählte er zu den «Magnaten des Emmentals». Ein weiteres Anliegen war die Korrektion der Emme.
Im Oktober 1848 kandidierte Karrer bei den ersten Nationalratswahlen im Wahlkreis Emmental. Dort gestalteten sich die Wahlen aufgrund mehrerer doppelt gewählter und verzichtender Kandidaten besonders kompliziert. Er selbst stieg im dritten Wahlgang ein und wurde schliesslich im sechsten Wahlgang gewählt. Zwölfmal in Folge gelang ihm daraufhin die Wiederwahl, 1861/62 war er Nationalratspräsident. Der demokratischen Bewegung der 1860er Jahre mit ihren Forderungen nach direkter Demokratie stand er skeptisch gegenüber. Als 1870 im Kanton Tessin wegen des Streits um die Kantonshauptstadt Unruhen ausbrachen, wurde er im Rahmen einer Bundesintervention als eidgenössischer Kommissar dorthin entsandt, um die Lage zu beruhigen. Später war er Vertreter des Bundes im Verwaltungsrat der Gotthardbahn-Gesellschaft.